# Macken
Macken ist eine Ortsgemeinde im Landkreis Mayen-Koblenz in Rheinland-Pfalz. Sie gehört der Verbandsgemeinde Rhein-Mosel an, die ihren Verwaltungssitz in Kobern-Gondorf hat.
Der Ort liegt auf den Moselhöhen im Hunsrück. Auf der Gemarkung liegen fast 500 ha Wald.

## Geschichte
Südwestlich des Dorfes, unweit der Fahrstraße in Richtung Eveshausen, fand Michael Hammes (ARRATA e. V.) ein Fragment eines gepickten Felsovalbeiles, das in die Jungsteinzeit datiert. Vergleichbare Funde konnten seit dem Jahr 2005 in Mermuth, Beulich, Morshausen und Oberfell entdeckt werden.
Im Alten Reich gehörte Macken zum dreiherrischen Beltheimer Gericht. Nachdem der Ort 1815 zu Preußen gekommen war, gehörte er zunächst zum Kreis Sankt Goar, ab 1968 zum Landkreis Koblenz und nach dessen Auflösung im Jahr 1970 zum Landkreis Mayen-Koblenz.

## Politik

### Gemeinderat
Der Gemeinderat in Macken besteht aus acht Ratsmitgliedern, die bei der Kommunalwahl am 9. Juni 2024 in einer Mehrheitswahl gewählt wurden, und dem ehrenamtlichen Ortsbürgermeister als Vorsitzendem.

### Bürgermeister
Marco Kneip (CDU) wurde am 27. November 2018 Ortsbürgermeister von Macken. Bei der Direktwahl am 26. Mai 2019 wurde er mit einem Stimmenanteil von 88,63 % und am 9. Juni 2024 als einziger Bewerber mit 90,0 % jeweils für weitere fünf Jahre in seinem Amt bestätigt.
Vorgänger von Marco Kneip war Werner Wolf, der im August 2018 überraschend verstarb.

### Wappen
| Wappen von Macken | Blasonierung: „Geteilt durch erniedrigten goldenen Balken, oben von Silber und Blau gespalten, vorn ein rotes Balkenkreuz, hinten eine goldene Kirche, im grünen Schildfuß ein silberner Pflug.“ |
| Wappen von Macken | Das Wappen wird seit dem Jahr 1980 geführt. |

## Sehenswürdigkeiten
- Brigitta-Kapelle von 1910

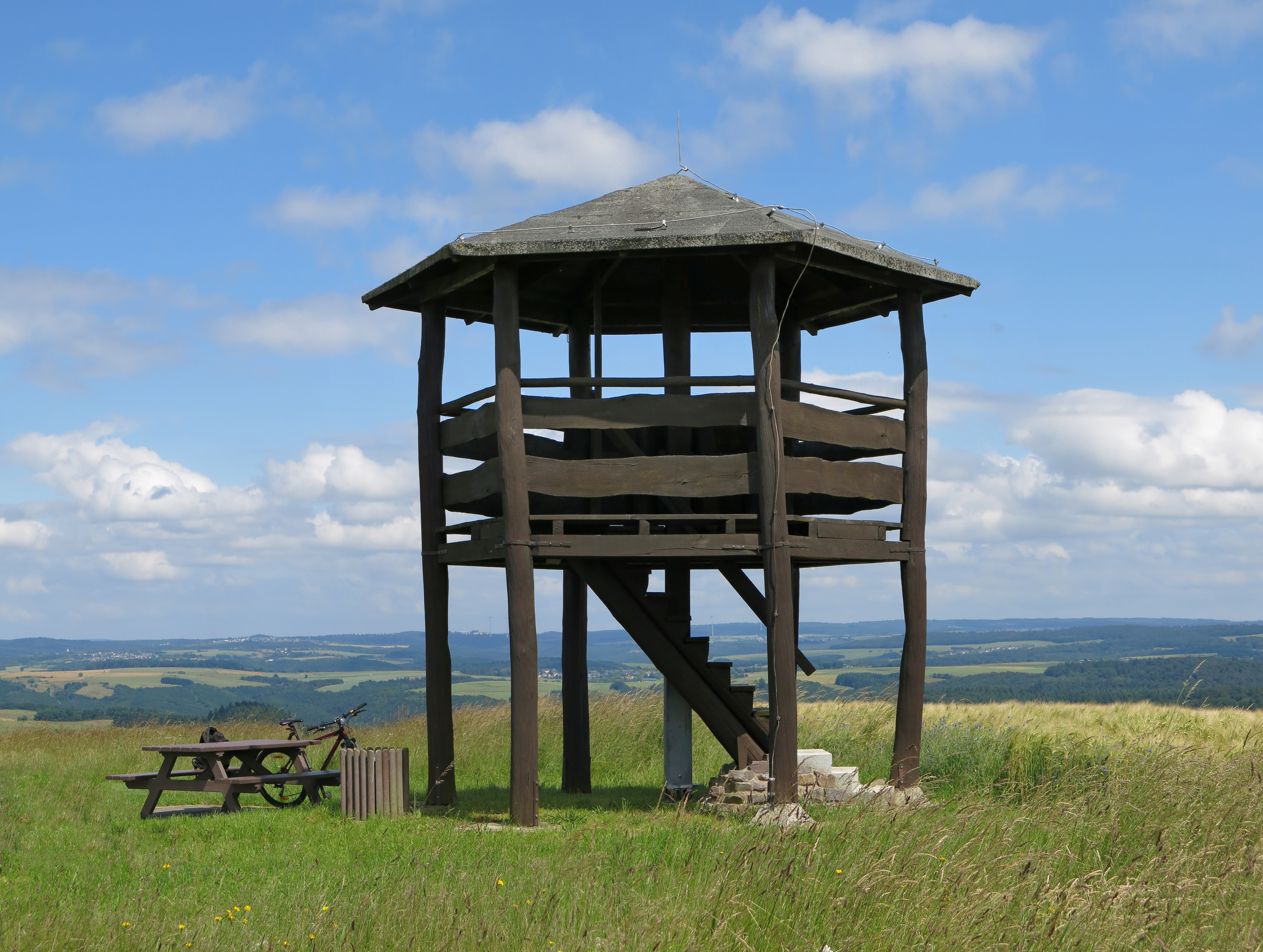
Otto-Andreas-Turm

- Der Otto-Andreas-Turm, ein 6 m hoher hölzerner Aussichtsturm wurde 1973 etwa 1,5 km südwestlich des Ortes auf einer Anhöhe errichtet.[8]

Siehe auch: Liste der Kulturdenkmäler in Macken

## Bildungseinrichtungen
- Kindergarten (halbtags)

## Religion
In Macken gibt es eine katholische Kirche.
- Katholische Kirchengemeinde: St. Kastor, Macken
- Dekanat: Maifeld-Untermosel
- Visitationsbezirk: Koblenz
- Bistum: Trier

Das alte Pfarrhaus ist nicht mehr im kirchlichen Besitz.

## Vereine
- Junggesellenverein Macken e. V.
- Frauenverein Macken e. V.
- Sportverein
- Freiwillige Feuerwehr Macken
- Förderverein des Kindergartens „Regenbogen“ Macken e. V.
- Förderverein „St. Kastor Macken e. V.“
- MGV Beulich-Macken-Morshausen
- FC Bayern Fan-Club „Roter Stern Macken“